# Marktbefestigung Bad Leonfelden

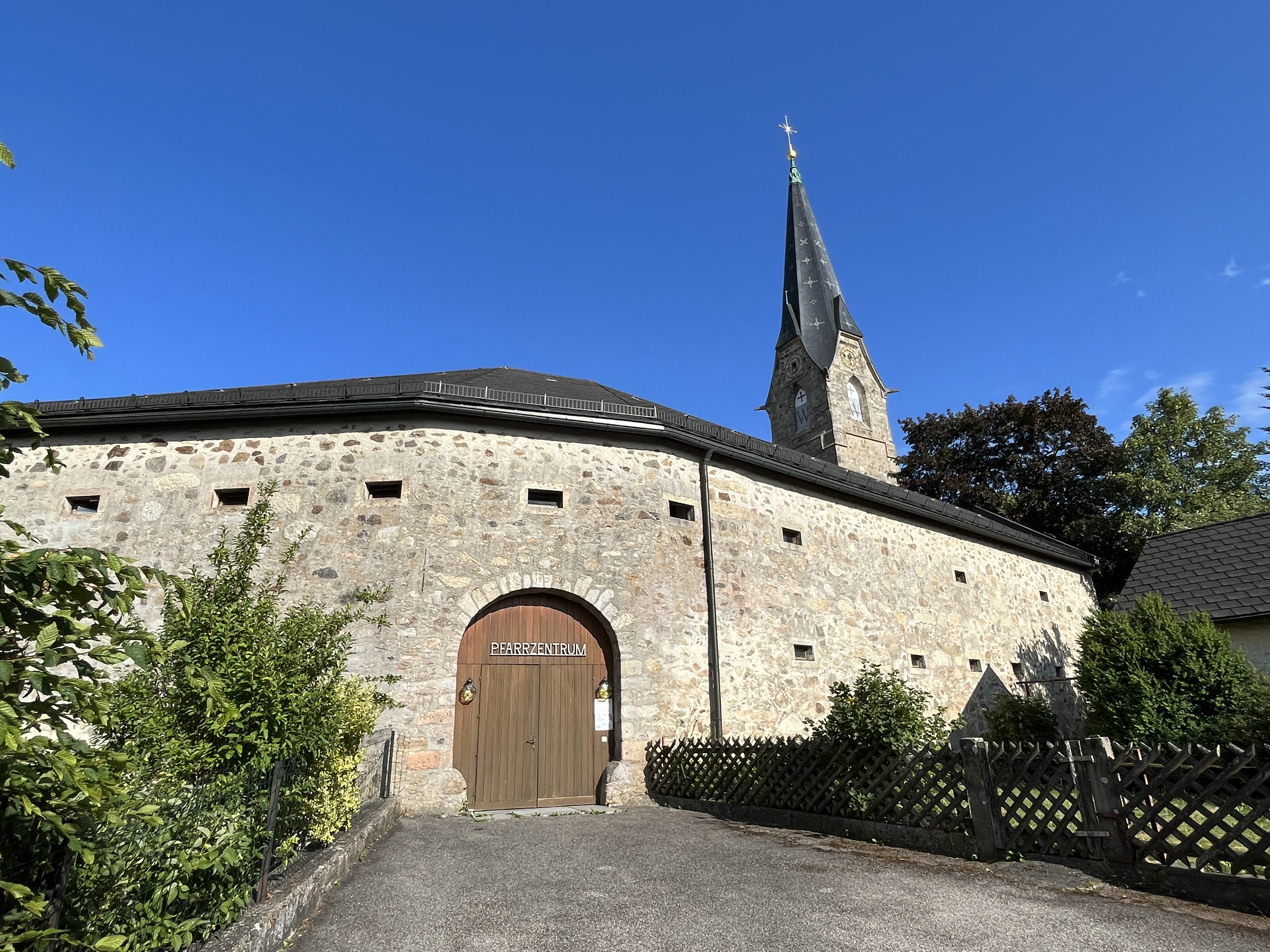
Erhaltene Stadtmauer beim Pfarrhof mit dem 1823 geschaffenen Tor

Die Marktbefestigung Bad Leonfelden umfasst in nur wenigen Resten erhalten die Altstadt der Stadtgemeinde Bad Leonfelden im nördlichen Mühlviertel.

## Geschichte
Der Ort wurde urkundlich 1154 als Lobenwelt und 1291 als Lonvelde genannt, wahrscheinlich schon mit Marktcharakter. Die urkundliche Nennung als Markt mit Maut und Gericht erfolgte im Jahr 1356.
1425/1429 entstanden durch Einfälle der Hussiten Zerstörungen. Ab 1435 erfolgte der Wiederaufbau mit einer Marktbefestigung mit Wehrmauer und Graben. Unter Kaiser Maximilian I. erhielt der Markt 1506 Wappen und Marktsiegel. Der Markt wurde der Herrschaft und dem Landgericht Waxenberg unterstellt.
1626 entstanden im großen Bauernkrieg Zerstörungen. Im Dreißigjährigen Krieg erfolgte von 1641 bis 1645 der Bau von Schanzen im nördlichen Gebiet in Weigetschlag, Roßberg und Rading (Schwedenschanze Rading).
1776 war ein Marktbrand. 1809 erfolgte eine Besetzung durch die Franzosen.
Im Lauf des 19. Jahrhunderts ließ man den Graben zusehends verkommen. 1819 bewilligte der Magistrat die Errichtung einer Nagelschmiedewerkstatt im Graben. Allmählich wurde auch die Ringmauer lückenhaft. 1823 bekam der Pfarrer die Erlaubnis zum Einbau eines Tores im Pfarrhof, das noch heute besteht. Für das ab 1851 neu errichtete Schulgebäude (heute Musikschule) wurde ein Teil der Ringmauer abgerissen und als Baumaterial verwendet.
Am 14. April 1892, also bereits 4 Tage nach dem großen Marktbrand am 10. April, fasste die Marktkommune Leonfelden die Entscheidung, die beiden großen Markttore abzureißen. Die beiden Tortürme wurden schließlich versteigert. Die Demolierung des Böhmer Tors und des Linzer Tors dauerte bis Oktober 1892. Im Jahr 1966 wurde das Bergsmann-Haus abgerissen, seither ist der Kirchenplatz nach Westen hin offen.

## Lage
Die Gründung erfolgte in zentraler Lage auf einer Hochfläche zwischen Steinbach und Rodl.

## Beschreibung

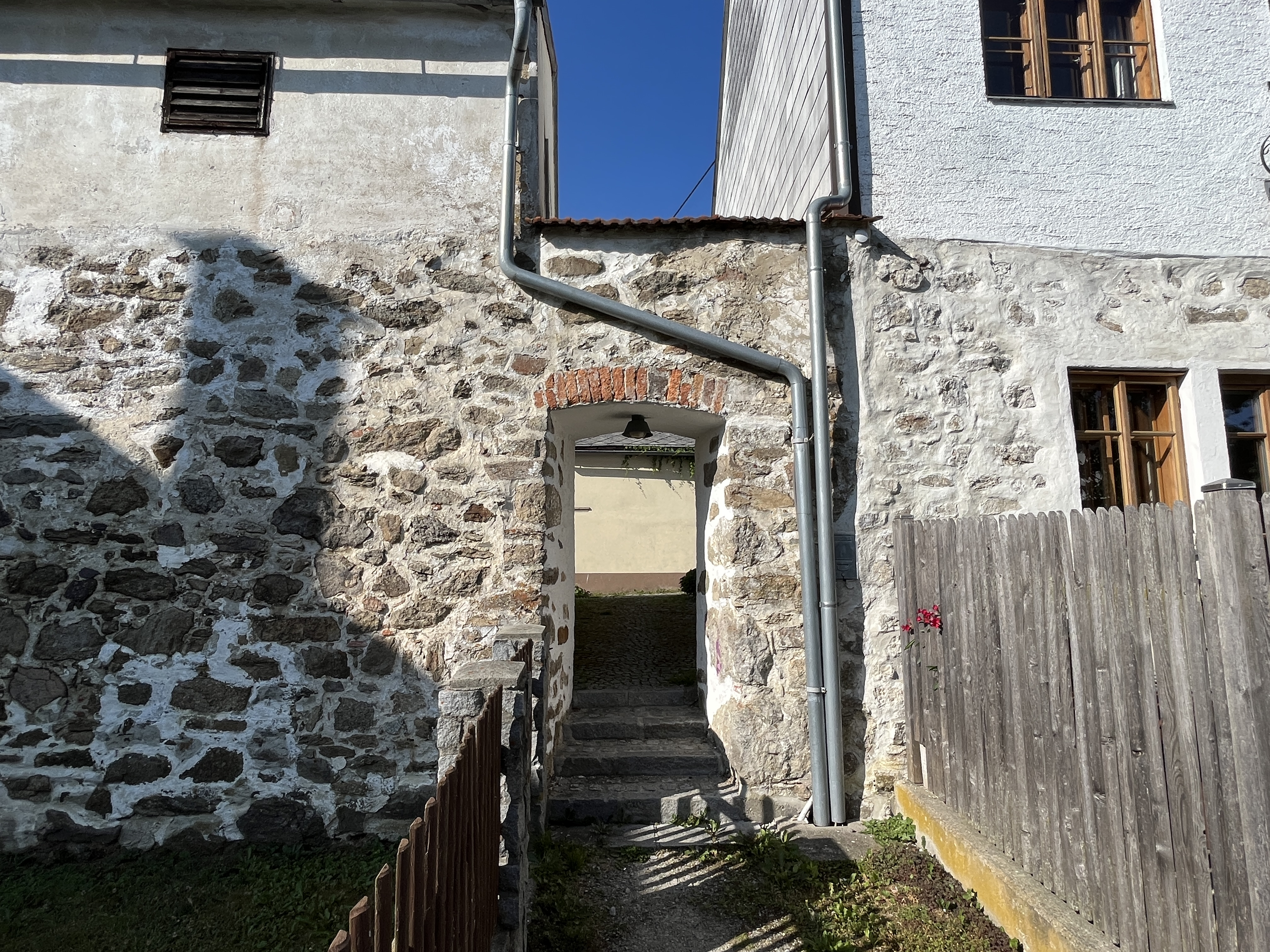
Teil der mittelalterlichen Stadtmauer mit dem neuzeitlich ausgebrochenen Durchgang zur Linzer Gasse

Der annähernd ellipsenförmige Mauerring von Nordwesten nach Südosten beinhaltet einen rechteckigen Marktplatz im Seitenverhältnis 1:5 mit Ausfallstraßen in beide Richtungen, im Nordwesten mit dem Böhmertor und im Südosten mit dem Linzertor. Die Pfarrkirche steht im Nordwesten hinter dem Marktplatz. Später wurden weitere Tore geschaffen, im Norden das Fischertürl heute Bräuhausgasse und südlich der Pfarrkirche das Färbertürl.
Die ehemalige, um 1435 erbaute Befestigungsmauer war mit einem 851 Meter langen und 9 bis 12 Meter breiten Graben umgeben. Die Wege außerhalb des Grabens parallel zur ehemaligen Befestigungsmauer sind heute mit der Ringstraße erhalten. Die beiden Gassen Am Graben und Hintere Zeile verlaufen entlang der ehemaligen Innenseite des Grabens.
Reste der ehemaligen Befestigungsmauer sind noch in den äußeren Mauern des Pfarrhofes im Nordwesten erhalten (inklusive Schießscharte), ebenso hinter der Adresse Linzer Straße 10 beim Haus Am Graben 12.